# بلال أغ الشريف
بلال أغ الشريف (بالفرنسية: Bilal ag Asherif) هو أمين عام الحركة الوطنية لتحرير أزواد ،ورئيس المجلس الانتقالي لدولة أزواد.

## سيرته
ولد بلال أغ الشريف سنة 1977م في جبال أدرار إيفوغاس شمال مالي وبدأ حياته كطالب في معسكر إينيتلان في ليبيا، وأنهى دراسته الجامعية فيها حيث تخرج من كلية العلوم الاقتصادية و من بعدها معهد للغة الإنجليزية. [بحاجة لمصدر]

## نشاطه السياسي
أسس بلال أغ الشريف برفقة زملائه الطلبة جبهة تحرير أزواد في السابع والعشرين من مارس 1996 م في ليبيا [بحاجة لمصدر]،لتصبح فيما بعد حركة تحرير أزواد في 2010 م ،و بعد انهيار نظام القذافي و عودة آلاف العسكريين الأزواديين من هناك أصبح اسمها الحركة الوطنية لتحرير أزواد ،ليصبح العقيد محمد أغ ناجم قائد أركان جيشها، ومحمود أغ غالي رئيس المكتب السياسي، وبكاي أغ حامد مسؤول إعلامها.

## محاولة اغتياله
تعرض بلال أغ الشريف لمحاولة اغتيال إثر هجوم لحركة التوحيد والجهاد في غرب أفريقيا، على مقار الحركة الوطنية لتحرير أزواد في غاو، وأصيب على إثرها بجروح، لينقل إلى واغادوغو للعلاج.

## أهم زياراته السياسية
حظي بلال أغ الشريف باستقبال العاهل المغربي محمد السادس له في مراسم رسمية بمدينة مراكش، وقد نقل الاستقبال على التلفزيون المغربي الرسمي. كما التقى بلال أغ الشريف في 14 من مارس 2014 م في موسكو بالسيد ميخائيل باغدانوف مساعد وزير الشؤون الخارجية الروسي والمبعوث الخاص للرئيس بوتين إلى إفريقيا والشرق الأدنى.